# Ephedra distachya
Ephedra distachya är en kärlväxtart som beskrevs av Carl von Linné. Ephedra distachya ingår i släktet efedraväxter, och familjen Ephedraceae.

## Underarter
Arten delas in i följande underarter:
- E. d. distachya
- E. d. helvetica

## Användning
Alla delar av växten innehåller upp till 3 % efedrin (av släktnamnet Ephedra) som kan utvinnas från de torkade grenarna. Detta ämne har medicinsk användning.

## Bildgalleri

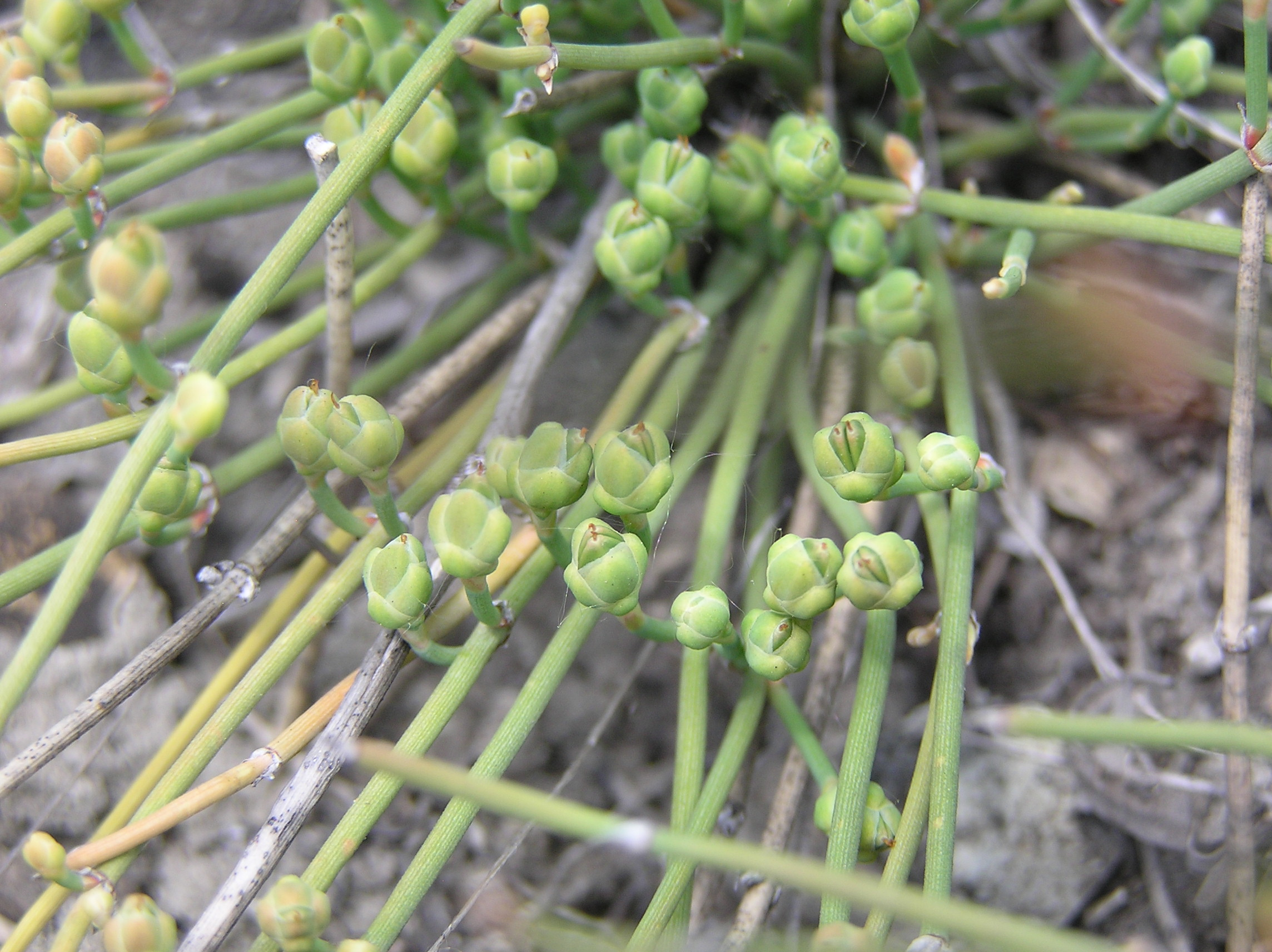
Honblommor i knopp
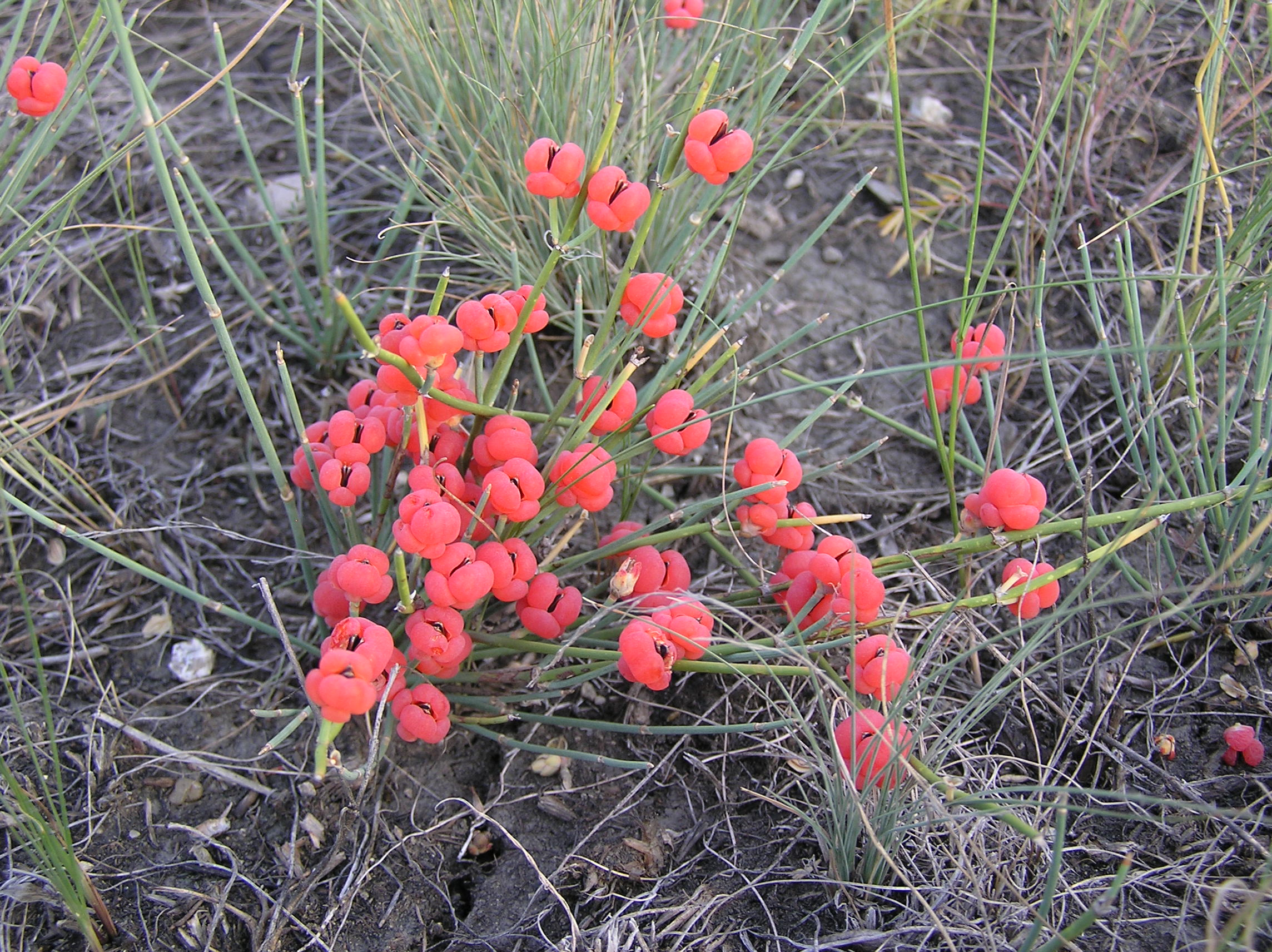
Utslagna honblommor
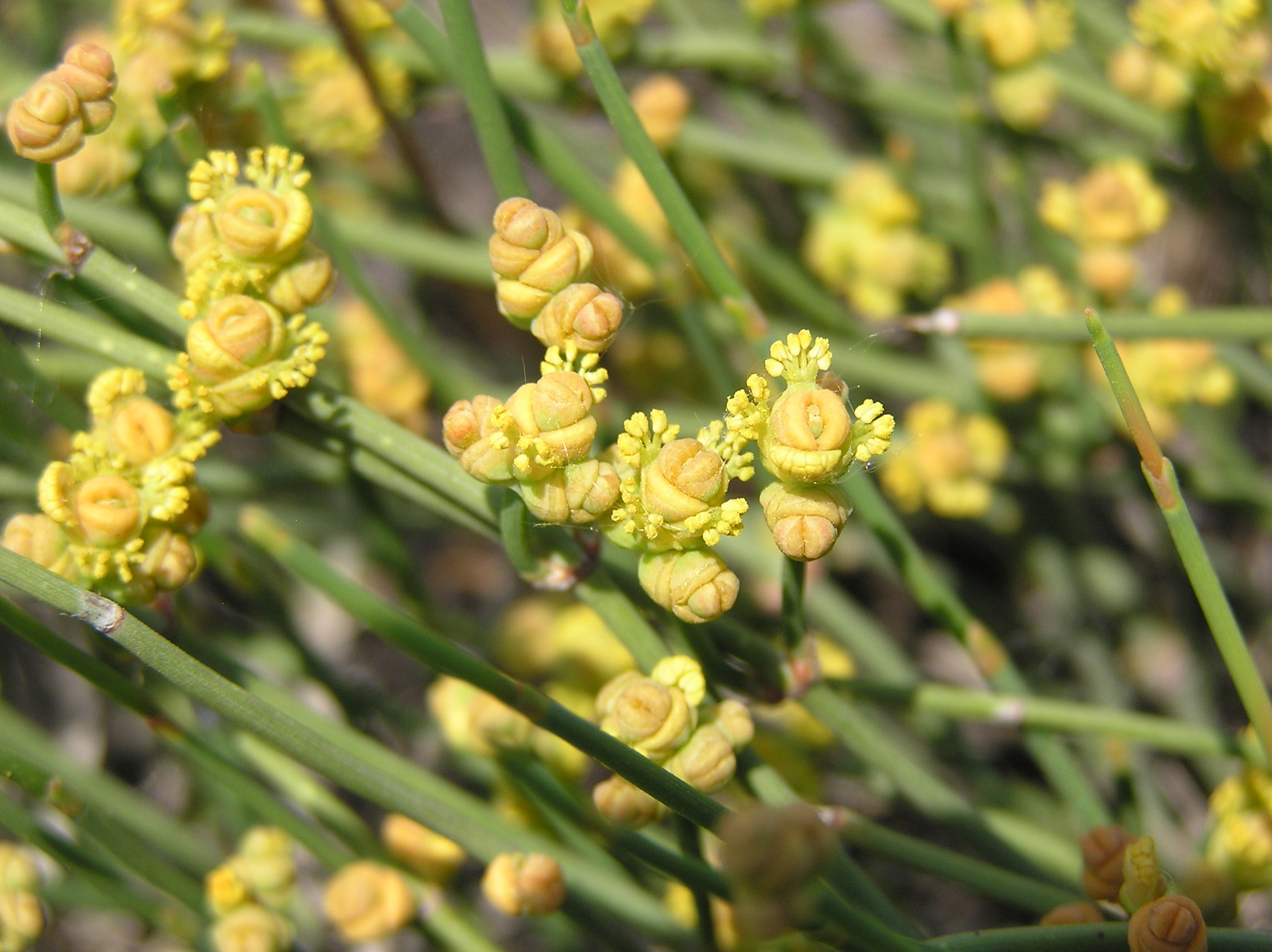
Hanblommor
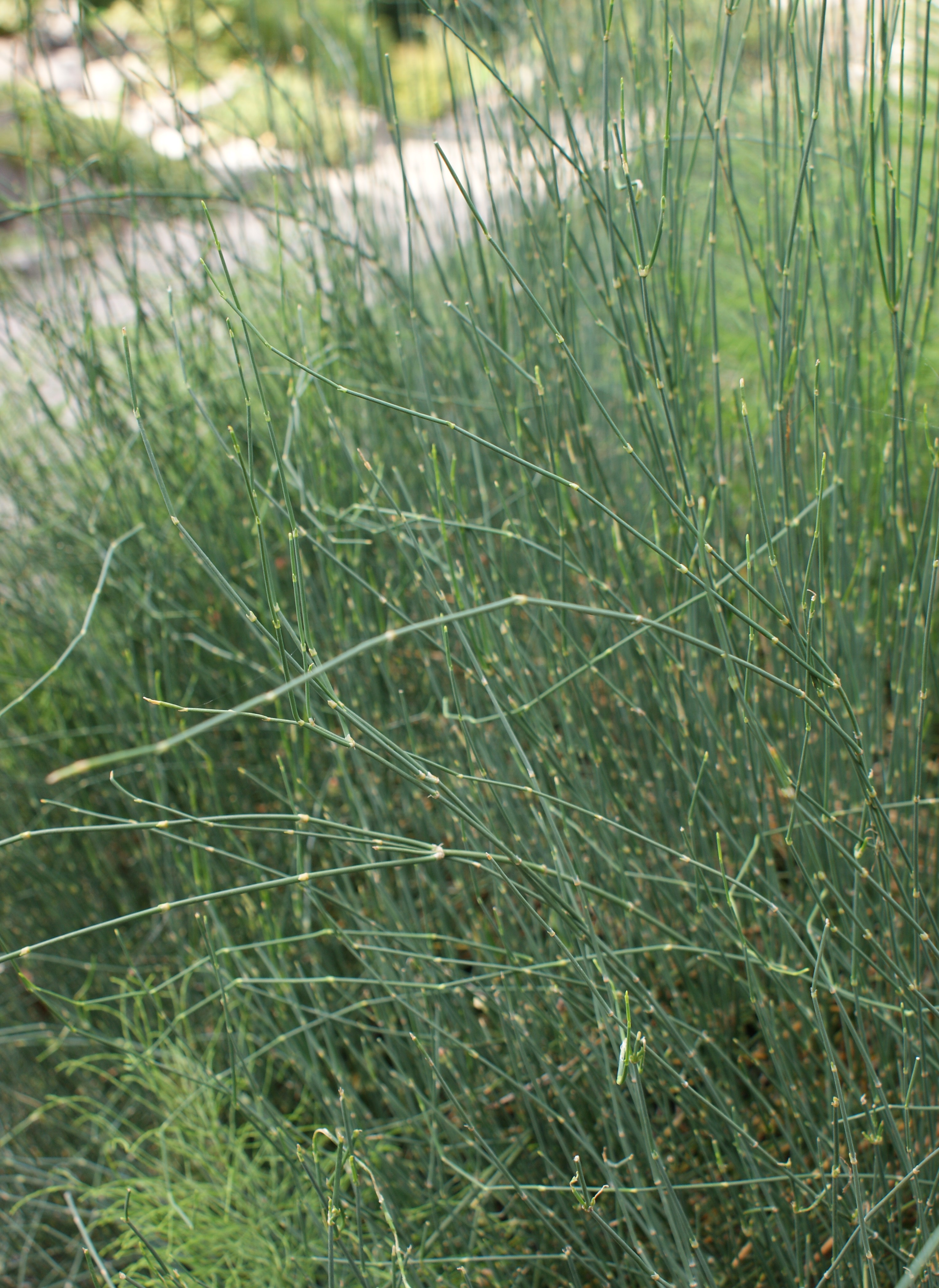
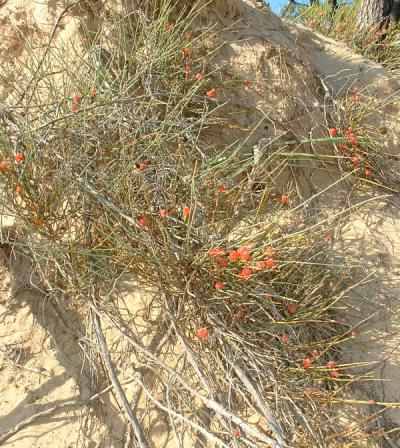
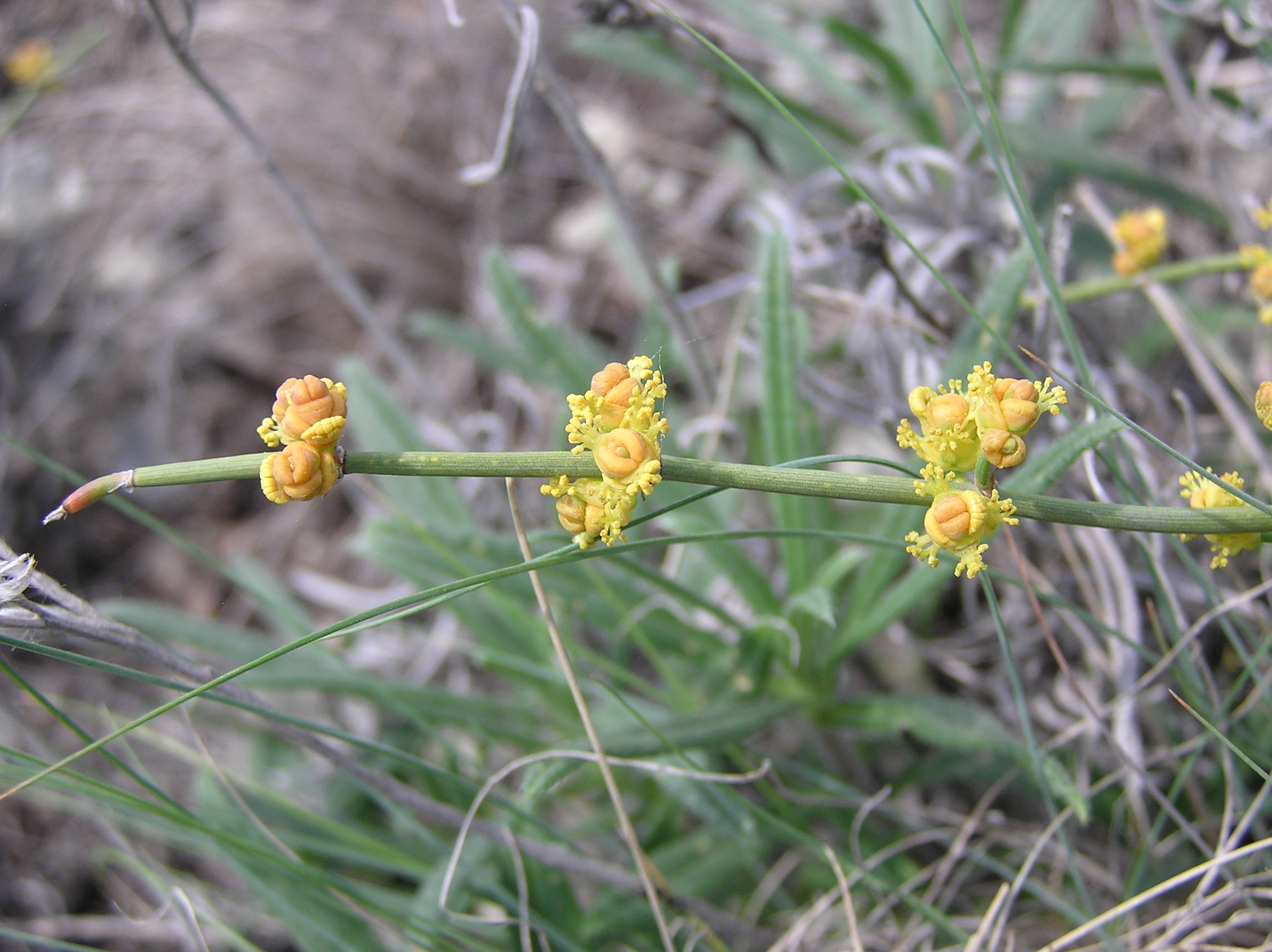
Hanblommor
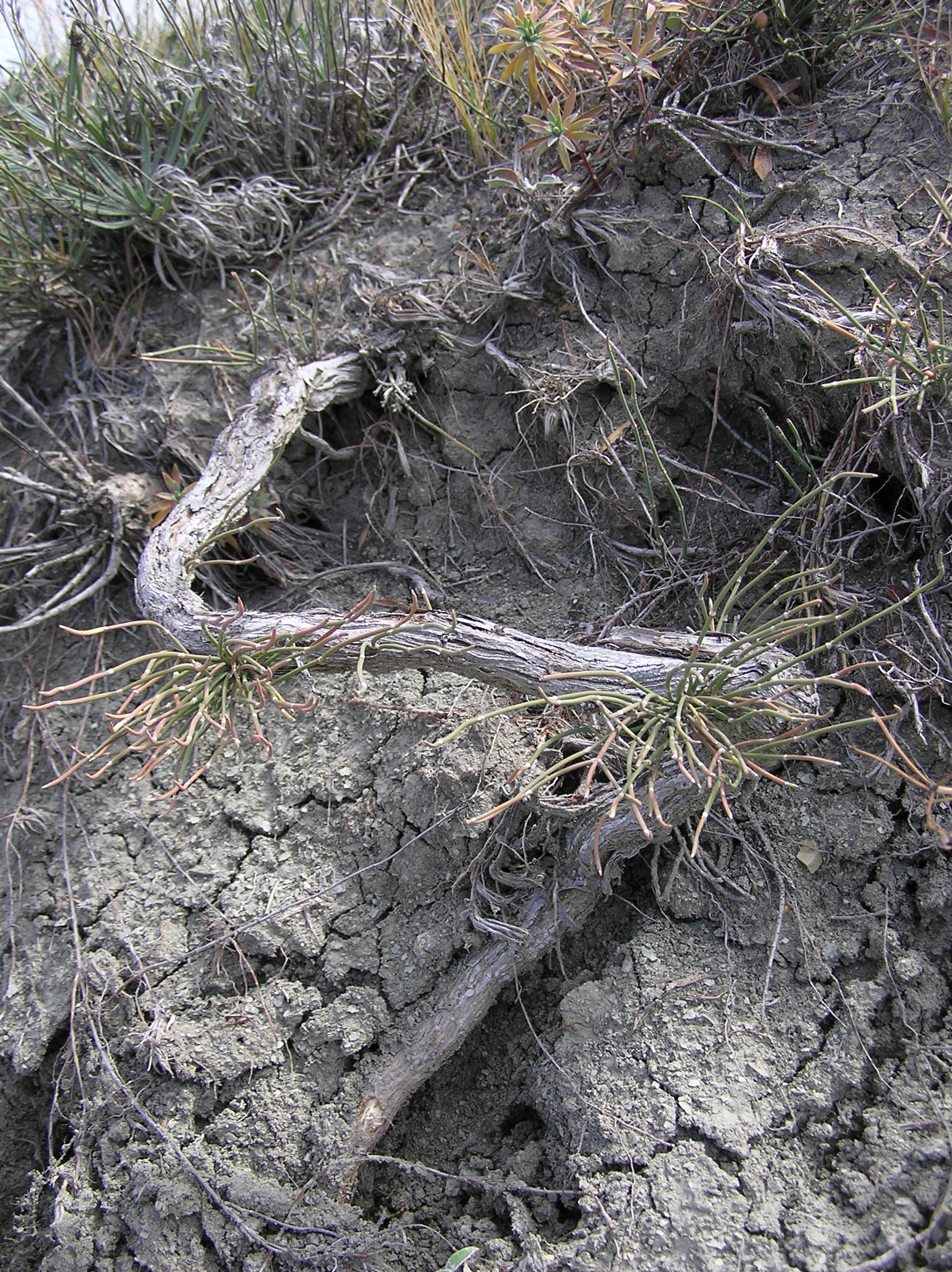
Rot